# Trochalopteron chrysopterum
Trochalopteron chrysopterum là một loài chim trong họ Leiothrichidae.